# Lucien Mias

a Compétitions nationales et continentales officielles uniquement.

b Matchs officiels uniquement.
Lucien Mias dit Docteur Pack, né le 28 septembre 1930 à Saint-Germain-de-Calberte (Lozère) et mort le 13 mai 2024 à Mazamet (Tarn), est un joueur international français de rugby à XV qui joue au poste de deuxième ligne dans les années 1940 à 1960.
Il pratique le rugby à XV dans sa jeunesse au sein de l'Association Sportive des Cheminots de Narbonne (A.S.C.N.) avant de rejoindre l'U.S. Carcassonne en raison de ses études. Convoqué par le comité de sélections de l'équipe de France en juniors et espoirs, il est courtisé par de nombreux clubs avant d'opter pour le SC Mazamet en 1950. Au sein de ce dernier, il y dispute plus de dix saisons le Championnat de France atteignant la finale à une reprise en 1958, perdue contre le F.C. Lourdes, et remporte le Challenge Yves du Manoir en 1958.
Référence du Championnat de France à son poste de deuxième ligne, Lucien Mias côtoie la sélection française durant neuf saisons dont il prend le capitanat. Il marque le mémoire du XV français lors de la tournée victorieuse de l'équipe de France en Afrique du Sud en 1958, et prend part aux deux premiers titres français dans le tournoi des Cinq Nations en 1954 et 1959. Il compte ainsi de 1951 à 1959 vingt-neuf sélections, dont six en tant que capitaine. 
Il est également renommé pour sa carrière de médecin chef de service hospitalier, son projet gériatrique moderne ainsi que son site internet papidoc.

## Biographie

### Carrière sportive
D'origine catalan par ses deux parents, Pierre Mias et Marie Masegur, Lucien Mias découvre le rugby à XV au sein de l'Association Sportive des Cheminots de Narbonne (A.S.C.N.) dans ses jeunes années. Dans le cadre de ses études, il se rend à Carcassonne pour intégrer l'école normale des instituteurs de Carcassonne et joue alors pour l'U.S. Carcassonne et connaît des sélections juniors en équipe de France. Ce club s'appuie alors que sur des jeunes éléments de moins de vingt-et-un ans dont Lucien Mias, à partir de 19 ans, en devient capitaine. Il connaît cette saison 1949-1950 des rencontres de sélections pour les espoirs de l'équipe de France. Toutefois, le club carcassonnais a du mal à retenir ses joueurs, non seulement en raison de la présence et succès du club de rugby à XIII l'A.S. Carcassonne dans la même ville mais également en raison de nombreux démarchages d'autres clubs quinzistes. Non loin de là, le club du Sporting Club mazamétain finit par convaincre Lucien Mias de les rejoindre aux côtés d'autres arrivées tels qu'André Fort de l'U.S. Villeneuve ou de Locatelli du Stade toulousain.
Joueur charismatique, grand meneur d'hommes, cette « gueule cassée » du rugby a une carrière scindée en deux parties distinctes, car il cesse d'être instituteur dans l'Aude pour démarrer tardivement des études de médecine (il termine major de sa promotion à la faculté de Médecine de Toulouse).
Ses deux premières années de médecine lui furent si prenantes qu'il renonça aux sélections internationales.
Il est l'instigateur de l’application de deux innovations techniques majeures en équipe de France : la « touche longue en mouvement » et le « demi-tour contact », favorisant le jeu d’avants. Il est aussi un « grand animateur de troisième mi-temps » (« Et la fête continue », a-t-il coutume de lancer à la cantonade).
Il échoue dans sa tentative de remporter un titre de champion de France. Il dispute la finale du championnat 1957-1958 qui oppose son club au FC Lourdes de Jean Prat. Celui-ci remporte son sixième et dernier titre. Mais c'est surtout l'affrontement entre ces deux personnages du rugby qui marque les esprits : « Tu n'es pas Monsieur Rugby, tu es Monsieur Anti-Rugby » hurle Mias. Prat lui répond : « Et toi, si on t'enlève ta gueule, il ne te reste plus rien ! ».
Il remporte toutefois cette année là le challenge Yves du Manoir.
Lucien Mias est l'un des héros du livre écrit par Denis Lalanne, Le Grand Combat du quinze de France, racontant l'épopée de la tournée en Afrique du Sud de 1958. Lors de celle-ci, il reprend le brassard de Michel Celaya, blessé lors de la première rencontre face à la Rhodésie. Mias est le seul à avoir subi la défaite six ans plus tôt à Colombes face à ces mêmes Springboks, lors de la tournée de ceux-ci en Europe, défaite 25 à 3, avec six essais encaissés pour aucun marqué. Après une interruption avec l'équipe de France, en raison de la reprise de ses études de médecine, il fait son retour en décembre 1957 face à la Roumanie.
Lors de la tournée de 1958, Mias dispute sept des dix rencontres disputées, dont les deux tests. Le premier de ceux-ci voit les deux équipes se séparer sur un score nul de 3 à 3. Lors du deuxième test-match, les Français l'emportent 9 à 5. La prestation de Lucien Mias durant ce match est telle que la presse sud-africaine le qualifie de « the best international forward ever to be seen in South Africa » — en français : « le meilleur avant international ayant jamais joué sur le sol sud-africain ». Lors de cette rencontre, Lucien Mias joue, selon Denis Lalanne, « un match comme on n'en joue qu'un dans une vie ». Plus tard, Robert Vigier déclare à propos de la prestation de son capitaine: « Il fut si grand cette fois-là que je m'arrêtais de jouer pour l'admirer ». Or, la veille de la rencontre, Denis Lalanne le croise dans un couloir de l'hôtel, complètement saoul car le capitaine de l'équipe de France vient de boire une demi-bouteille de rhum pour soigner les sinus. Mais Lucien Mias contestera plus tard cette thèse. Dans une interview accordée au média « Mêlée à 5 », il expliquera finalement n’avoir bu qu’un grog préparé par le personnel de l’hôtel.[réf. nécessaire]
Lucien Mias participe encore une saison avec le XV de France. Malgré le récent exploit en Afrique du Sud, des tentatives de démembrer le pack vainqueur des Springboks l'été précédent sont faites, avec plusieurs matchs de sélections puis avec les sélections d'Amédée Domenech, Michel Celaya et Michel Crauste pour le premier match du tournoi des Cinq Nations 1959. Ces trois derniers déclarent finalement forfait sur blessure pour le premier match contre l'Écosse. Le pack français est dominateur dans cette rencontre, le Sundays Times déclarant : « faites attention à la France et à l'un des meilleurs packs d'avants qui aient jamais été vus dans le championnat international ! ». Blessé au genou, il est forfait pour le match face aux Anglais et laisse son rôle de capitaine à Jean Barthe. Mias est de retour pour une victoire 11 à 3 face aux Gallois. Pour le dernier match, face aux Irlandais à Dublin, le XV de France est amoindri par de nombreuses absences sur blessures. Les Français s'inclinent finalement 9 à 5. Malgré cette défaite, les Français terminent à la première place du tournoi. C'est la première fois que ceux-ci remportent seuls le Tournoi,.
En 1984, il assure les commentaires des tests internationaux sur Antenne 2 aux côtés de Pierre Salviac.

### En dehors du rugby
Il ouvre son cabinet médical à Mazamet, tout en travaillant à l’hôpital général de la ville comme chef du service de gériatrie. Dans ce service, il est à l'origine d'un projet gériatrique prônant la personne âgée comme un « être bio-psycho-socio-culturel » et non un « être bio-mécanique. » Il est l'un des premiers à utiliser le terme d'« humanitude » (inventé par le professeur Albert Jacquard). Son site internet papidoc est une source d'autorité de la gériatrie humaniste moderne.
En 2011, il entame une collaboration avec Factotum (Le journal des jeunes, des femmes et des mémés qui aiment la castagne).
En 2014, un drame survient, il perd sa petite-fille, institutrice, poignardée mortellement par un parent d'élève.
Lucien Mias meurt le 13 mai 2024 à Mazamet à l'âge de 93 ans,.

## Palmarès

### En club
Avec le club du SC Mazamet, il dispute la finale du championnat de France de l'édition 1957-1958 qui oppose son club au FC Lourdes.
Il remporte le challenge Yves du Manoir, en 1958 face au Stade montois, compétition dont il est finaliste en 1955 et demi-finaliste en 1960.

### En équipe nationale
Lucien Mias a remporté deux Tournois en 1954 et 1959. Il termine une fois deuxième et une fois à la troisième place.
| Édition           | Rang | Résultats France | Résultats Mias | Matchs Mias |
| ----------------- | ---- | ---------------- | -------------- | ----------- |
| Cinq Nations 1951 | 2    | 3 v, 0 n, 1 d    | 3 v, 0 n, 1 d  | 4/4         |
| Cinq Nations 1952 | 4    | 1 v, 0 n, 3 d    | 0 v, 0 n, 3 d  | 3/4         |
| Cinq Nations 1953 | 4    | 1 v, 0 n, 3 d    | 1 v, 0 n, 2 d  | 3/4         |
| Cinq Nations 1954 | 1    | 3 v, 0 n, 1 d    | 2 v, 0 n, 1 d  | 3/4         |
| Cinq Nations 1958 | 3    | 2 v, 0 n, 2 d    | 2 v, 0 n, 2 d  | 4/4         |
| Cinq Nations 1959 | 1    | 2 v, 1 n, 1 d    | 2 v, 0 n, 1 d  | 3/4         |

Légende : v = victoire ; n = match nul ; d = défaite ; la ligne est en gras quand il y a Grand Chelem.

## Statistiques en équipe nationale
De 1951 à 1959, Lucien Mias dispute 29 matches au poste de deuxième ligne avec l'équipe de France au cours desquels il marque un essai (3 points).
Lucien Mias débute en équipe nationale à vingt ans le 13 janvier 1951 contre l'Écosse. Ses 29 sélections se répartissent en deux parties, 17 capes de 1951 à 1954 et 12 entre 1957 et 1959. Il dispute son dernier match le 18 avril 1959 contre l'Irlande. Il est désigné capitaine à six reprises.
Il participe à six éditions du Tournoi des Cinq Nations, de 1951 à 1954, puis en 1958 et en 1959, remportant les éditions de 1954 et de 1959,. Il dispute vingt matches, pour un bilan de dix victoires et de dix défaites et avec un essai marqué.
Il fait partie de la Tournée en Afrique du Sud en 1958, occupant le rôle de capitaine lors des deux tests, pour un match nul 3 à 3 au Newlands du Cap, puis lors de la victoire 9 à 5 dans l'antre des Springboks à l'Ellis Park Stadium de Johannesburg le 16 août 1958. La France devient la première nation à vaincre l'Afrique du Sud dans une série de tests sur le sol sud-africain depuis le début du siècle.
- Avec Roger Martine il est le premier joueur à battre toutes les grandes équipes de son époque : la Nouvelle-Zélande en 1954, à Colombes, l'Australie en 1958, l'Afrique du Sud en 1958, le pays de Galles en 1958, la 1re victoire des Français à l’Arms Park de Cardiff, l'Angleterre, l'Irlande, l'Écosse, la Roumanie, l'Italie…
- Coupe d'Europe FIRA de rugby à XV 1952.
- Jeux Méditerranéens : 1955 (à Barcelone).

## Reconnaissances
Lucien obtient l'Oscar du Midi olympique (meilleur joueur français du championnat) à deux reprises, en 1954 (première édition), et en 1959. Cette année-là, il est le lauréat du Prix Henri Deutsch de la Meurthe de l'Académie des sports pour son exploit comme capitaine du XV de France dans le Tournoi des Cinq Nations (il sera par la suite encore lauréat de cette même académie en 1992, cette fois pour sa réussite professionnelle (Prix Alain Danet); il a aussi obtenu la médaille de l'Académie des sports en 1958).
Il est également reconnu à l'étranger. En 2011, il est introduit, avec Jean Prat, Serge Blanco et les frères Guy et André Boniface, au sein du Temple de la renommée IRB.
En 1959, il est désigné Champion des champions français de L'Équipe.
Fin 2024, quelques mois après son décès, le stade de la Chevalière de Mazamet est rebaptisé stade de la Chevalière-Lucien-Mias,.